# TV Jard
Telewizja Jard (dawniej Białostocka Telewizja Miejska - w skrócie BTM) – komercyjna stacja telewizyjna miasta Białystok, emitująca w sieci kablowej Vectra od 2002 roku. Szefem tej stacji był Jarosław Dziemian. Zasłynęła ona w Polsce dzięki nagraniu studia wyborczego kandydata na prezydenta Białegostoku w roku 2006 Krzysztofa Kononowicza, startującego z ramienia komitetu Podlasie XXI wieku. Dostępny w sieci kablowej Vectra Kanał S14 (w pakiecie złotym analogowym) i 140 (dawniej 117, w pakietach cyfrowych) oraz w sieci KOBA na 124 kanale.
W 2011 roku telewizja stała się ponownie znana, w wyniku zatrudnienia jedynego w Polsce czarnoskórego prezentera pogody, Rogersa Cole Wilsona.